# Violences interethniques dans le Manipur
 (juillet 2023).
La mise en forme du texte ne suit pas les recommandations de Wikipédia : il faut le « wikifier ».
Les points d'amélioration suivants sont les cas les plus fréquents :
- Les titres sont pré-formatés par le logiciel. Ils ne sont ni en capitales, ni en gras.
- Le texte ne doit pas être écrit en capitales (les noms de famille non plus), ni en gras, ni en italique, ni en « petit »…
- Le gras n'est utilisé que pour surligner le titre de l'article dans l'introduction, une seule fois.
- L'italique est rarement utilisé : mots en langue étrangère, titres d'œuvres, noms de bateaux, etc.
- Les citations ne sont pas en italique mais en corps de texte normal. Elles sont entourées par des guillemets français : « et ».
- Les listes à puces sont à éviter, des paragraphes rédigés étant largement préférés. Les tableaux sont à réserver à la présentation de données structurées (résultats, etc.).
- Les appels de note de bas de page (petits chiffres en exposant, introduits par l'outil «  Source ») sont à placer entre la fin de phrase et le point final[comme ça].
- Les liens internes (vers d'autres articles de Wikipédia) sont à choisir avec parcimonie. Créez des liens vers des articles approfondissant le sujet. Les termes génériques sans rapport avec le sujet sont à éviter, ainsi que les répétitions de liens vers un même terme.
- Les liens externes sont à placer uniquement dans une section « Liens externes », à la fin de l'article. Ces liens sont à choisir avec parcimonie suivant les règles définies. Si un lien sert de source à l'article, son insertion dans le texte est à faire par les notes de bas de page.
- La présentation des références doit suivre les conventions bibliographiques. Il est recommandé d'utiliser les modèles {{Ouvrage}}, {{Chapitre}}, {{Article}}, {{Lien web}} et/ou {{Bibliographie}}. Le mode d'édition visuel peut mettre en forme automatiquement les références.
- Insérer une infobox (cadre d'informations à droite) n'est pas obligatoire pour parachever la mise en page.

Pour une aide détaillée, merci de consulter Aide:Wikification.
Si vous pensez que ces points ont été résolus, vous pouvez retirer ce bandeau et améliorer la mise en forme d'un autre article.
Le 3 mai 2023, des violences ethno-religieuses, ont éclaté dans l'État indien du Manipur, au nord-est du pays, entre le peuple Meitei, majoritaire dans la vallée d'Imphāl, et la communauté tribale Kuki des collines environnantes. En décembre 2024, les violences ont fait plus de 250 morts et déplacé au moins 60 000 personnes.
Le 14 avril 2023, la Haute Cour a ordonné, à la suite d'une requête de la Metei Tribe Union, que le gouvernement de l'État recommande le statut de tribu répertoriée pour la communauté Meitei basée dans la vallée. La Cour suprême de l'Inde a critiqué la Haute Cour de Manipur en déclarant que ce jugement était incorrect sur le plan des faits. Pour protester contre l'ordre de la Haute Cour, l'All Tribal Students' Union Manipur a appelé à une manifestation pacifique qui se tiendra le 3 mai. En réponse, des groupes Meitei ont organisé une manifestation la veille, le 2 mai après-midi, bloquant toutes les routes menant aux villages Kuki. Alors que la manifestation pacifique de tous les étudiants tribaux était en cours, le portail du centenaire de l'Anglo-Kuki a été incendié par des groupes Meitei. Lors de l'un de ces rassemblements, les manifestants se sont heurtés à un groupe de personnes dans une région limitrophe du district de Bishnupur, et des maisons ont été incendiées,. Par exemple, le peuple Kuki, qui réside principalement dans les régions de collines entourant la vallée de la capitale, a été considéré comme la cible de l'actuel gouvernement de l'État en ce qui concerne les préoccupations relatives aux droits fonciers des autochtones. La majorité du peuple Kuki est chrétienne[réf. nécessaire]. Des expulsions ont eu lieu dans les communautés kuki à la suite d'efforts de recensement des forêts, ostensiblement entrepris pour mettre fin à la culture du pavot,,.
La communauté indigène Meitei a également connu une augmentation de l'insécurité en raison de l'afflux de réfugiés à la suite du coup d'État militaire dans le Myanmar voisin en 2021, en particulier ceux de la région de Sagaing. Les personnes les plus touchées dans les deux communautés sont les femmes et les enfants, même si ce sont les responsables des armes à feu, de la drogue et les politiciens qui prennent les vraies décisions dans la lutte. Pour servir les intérêts de quelques personnes, les identités des différentes communautés ethniques ont été instrumentalisées dans la lutte en cours.
Selon plusieurs organisations, les forces de sécurité auraient commis des meurtres partisans et la police se serait rangée du côté de la communauté Meitei,. Un groupe dirigé par un juge en chef à la retraite enquêtera sur les violences, tandis qu'un comité pour la paix sera créé sous la direction du gouverneur et du conseiller en matière de sécurité Kuldeep Singh, ainsi que de membres de la société civile. Le Central Bureau of Investigation (CBI) enquêtera sur six affaires liées à des complots dans le cadre des violences, en veillant à ce que l'enquête soit neutre afin de découvrir les causes profondes.
En février 2025, accusé par les groupes Kukis de favoriser la communauté Meitei dont il est membre, le Premier ministre du Manipur N. Biren Singh (en) démissionne, ce qui conduit à l'instauration d'une administration directe du Manipur par le gouvernement fédéral indien.

## Bilan humain
En décembre 2024, les violences ont fait plus de 250 morts et déplacé au moins 60 000 personnes.